# Jimmy D. Ross

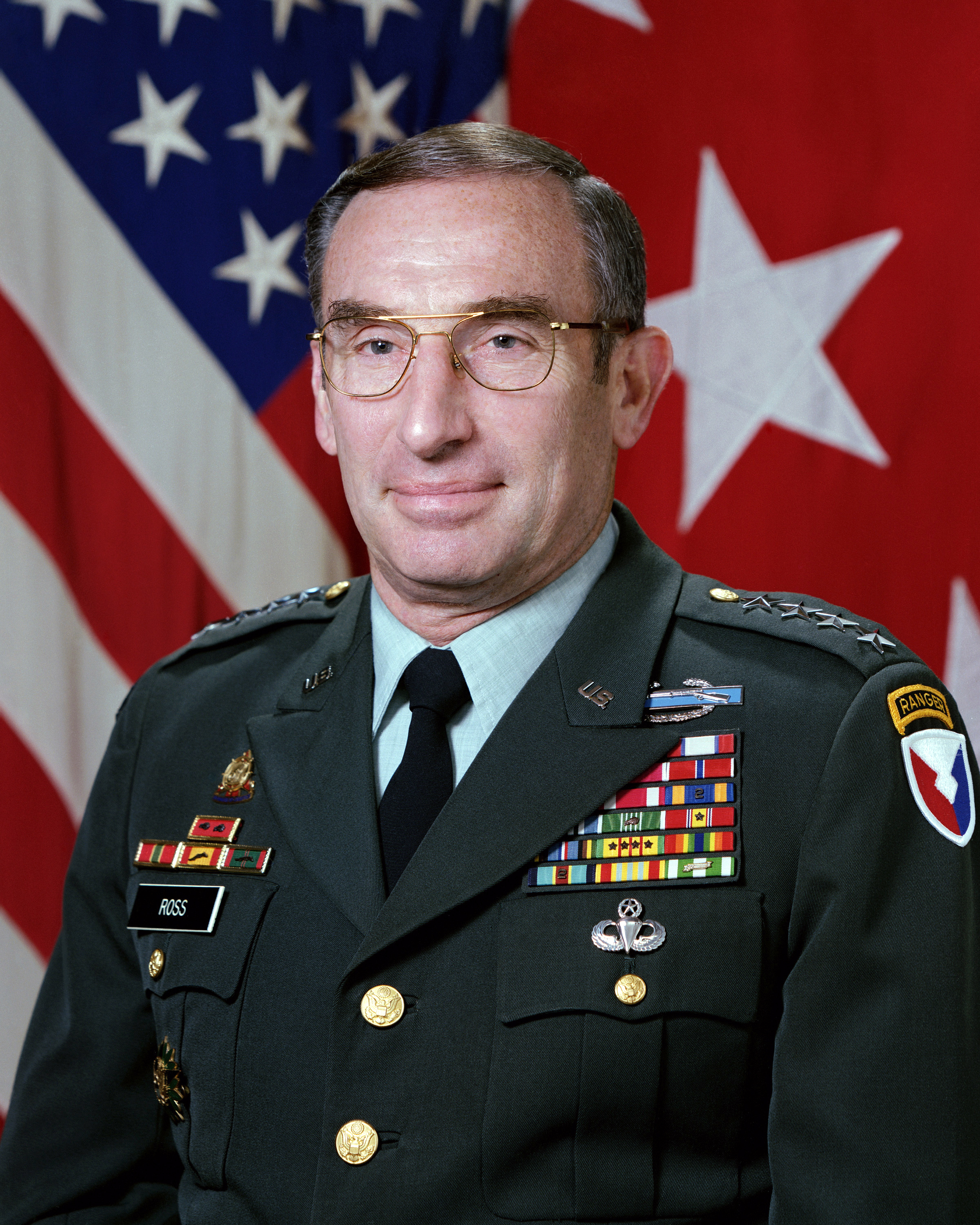
Jimmy Douglas Ross

Jimmy Douglas Ross  (* 23. Mai 1936 in Hosston, Caddo Parish, Louisiana; † 2. Mai 2012 in New Smyrna Beach, Volusia County, Florida) war ein Viersterne-General der United States Army.
Ross besuchte die öffentlichen Schulen seiner Heimat und studierte anschließend an der Henderson State University in Arkadelphia in Arkansas. Über das ROTC-Programm gelangte er im Jahr 1958 in das Offizierskorps des US-Heeres. In der Armee durchlief er anschließend alle Offiziersränge vom Leutnant bis zum Viersterne-General.
Im Lauf seiner militärischen Karriere absolvierte er verschiedene Kurse und Schulungen. Dazu gehörten unter anderem die Central Michigan University, der Basic Officer Course, der Transportation Advanced Officer Course, das Command and General Staff College und das damalige Industrial College of the Armed Forces, das heute unter dem Namen Dwight D. Eisenhower School for National Security and Resource Strategy bekannt ist.
Ross diente zunächst in Infanterie und Transporteinheiten. Er war an verschiedenen Standorten in den Vereinigten Staaten, darunter auch auf Hawaii, aber auch in Thailand, stationiert. In den Jahren 1964 und 1969 war er für jeweils ein Jahr im Vietnamkrieg eingesetzt. Dazwischen war er unter anderem Stabsoffizier beim United States Strike Command auf der MacDill Air Force Base. Während seines zweiten Vietnameinsatzes war er zunächst Stabsoffizier bei der 101. Luftlande-Division und dann Bataillonskommandeur des 10. Transportbataillons.
Nach seiner Rückkehr in die Vereinigten Staaten wurde er zunächst als Stabsoffizier im Department of the Army verwendet. Danach wurde er nach Kalifornien versetzt, wo er in der San Francisco Bay Area als stellvertretender Comptroller fungierte. Danach übernahm er dort das Kommando über den Military Ocean Terminal, der für die Verschiffung militärischer Güter und Waren zuständig war.
Im Jahr 1978 wurde Jimmy Ross nach Deutschland versetzt, wo er eine Transportbrigade des VII. Korps befehligte. Danach war er in den Jahren 1982 bis 1984 erneut Stabsoffizier im Heeresministerium, wo er unter anderem für militärische Transport- und Nachschubangelegenheiten verantwortlich war. Anschließend war er bis 1986 Stabschef beim United States Army Materiel Command (AMC). Im folgenden Jahr übernahm er das Kommando über das United States Army Depot System Command. Von 1987 bis 1992 war er Leiter der Logistischen Abteilung im Hauptquartier des Heeres (Deputy Chief of Staff, for Logistics DCSLOG). Am 31. Januar 1992 wurde er im Range eines Viersterne-Generals als Nachfolger von William Tuttle neuer Kommandeur des AMC. Dieses Amt bekleidete er bis zum 11. Februar 1994. An diesem Tag übergab er sein Kommando an Leon E. Salomon und trat in den Ruhestand.
In späteren Jahren arbeitete Jimmy Ross als Berater im privaten Bereich und war Vorstandsmitglied einer Beraterfirma. Außerdem war er für das Amerikanische Rote Kreuz tätig. Er war auch ein begeisterter Marathonläufer. Darüber hinaus las er in seiner Freizeit Bücher über den Amerikanischen Bürgerkrieg. Ross war seit 1955 mit Patricia L. Cox (1935–2020) verheiratet, mit der er vier Kinder hatte. Er starb am 2. Mai 2012 in Florida und wurde auf dem Nationalfriedhof Arlington beigesetzt.

## Orden und Auszeichnungen
Jimmy Ross erhielt im Lauf seiner militärischen Laufbahn unter anderem folgende Auszeichnungen:
- Army Distinguished Service Medal (2-Mal)
- Legion of Merit (2-Mal)
- Bronze Star Medal
- Joint Service Commendation Medal
- Army Commendation Medal
- Air Medal
- Meritorious Service Medal
- National Defense Service Medal
- Armed Forces Expeditionary Medal
- Vietnam Service Medal
- Army Service Ribbon
- Army Overseas Ribbon
- Vietnam Campaign Medal
- Army Meritorious Unit Commendation
- Army Superior Unit Award
- Vietnam Gallantry Cross Unit Citation
- Vietnam Civil Actions Medal
- Combat Infantryman Badge
- Master Parachutist Badge
- Army Staff Identification Badge